# Délégation du gouvernement en Castille-La Manche
La délégation du gouvernement en Castille-La Manche est un organe du ministère de la Politique territoriale. Le délégué représente le gouvernement de l'Espagne dans la communauté autonome de Castille-La Manche.

## Structure

### Siège
Le siège de la délégation du gouvernement en Castille-La Manche se situe au 6 place De Zocodover à Tolède, la capitale régionale.

### Sous-délégations
Le délégué du gouvernement dans la communauté autonome de Castille-La Manche est assisté de cinq sous-délégués du gouvernement. Il existe une sous-délégation dans chaque province de la communauté autonome :
- sous-délégation du gouvernement dans la province d'Albacete (Avenida De España, 7, 02071-Albacete) ;
- sous-délégation du gouvernement dans la province de Ciudad Real (Plaza de Cervantes, 1, 13071-Ciudad Real) ;
- sous-délégation du gouvernement dans la province de Cuenca (Calle Juan Correcher, 2, 16001-Cuenca) ;
- sous-délégation du gouvernement dans la province de Guadalajara (Paseo Fernández Iparraguirre, 8, 19071-Guadalajara) ;
- sous-délégation du gouvernement dans la province de Tolède (Calle De la Plata, 25, 45071-Tolède).

## Titulaires
| Délégués | Délégués                          | Dates du mandat | Dates du mandat | Parti |
| -------- | --------------------------------- | --------------- | --------------- | ----- |
|          | Pedro Valdecantos García          | 25/07/1984      | 29/07/1989      | PSOE  |
|          | Daniel Romero Álvarez             | 29/07/1989      | 18/05/1996      | PSOE  |
|          | Carlos Moro Moreno                | 18/05/1996      | 13/05/2000      | PP    |
|          | Juan Ignacio Zoido Álvarez        | 13/05/2000      | 07/09/2002      | PP    |
|          | María Encarnación Naharro de Mora | 07/09/2002      | 31/01/2004      | PP    |
|          | Jaime Lobo Asenjo                 | 31/01/2004      | 24/04/2004      | PP    |
|          | María del Carmen Valmorisco       | 24/04/2004      | 21/09/2005      | PSOE  |
|          | Máximo Díaz-Cano del Rey          | 21/09/2005      | 14/01/2012      | PSOE  |
|          | Jesús Labrador Encinas            | 14/01/2012      | 11/04/2015      | PP    |
|          | José Julián Gregorio López        | 11/04/2015      | 19/06/2018      | PP    |
|          | Manuel Gabriel González Ramos     | 19/06/2018      | 16/03/2019      | PSOE  |
|          | Francisco Tierraseca Galdón       | 16/03/2019      | 13/12/2023      | PSOE  |
|          | Milagros Tolón                    | 13/12/2023      | En fonction     | PSOE  |